# نادین مولر (ورزشکار)
نادین مولر (آلمانی: Nadine Müller؛ زادهٔ ۲۱ نوامبر ۱۹۸۵) ورزشکار دو و میدانی در رشته پرتاب دیسک اهل آلمان است. وی یک مدال برنز و یک مدال نقره در مسابقات جهانی بدست آورده‌است.